# Knoten Kaisermühlen
Het Knoten Kaisermühlen is een snelwegknooppunt in de Oostenrijkse deelstaat Wenen. Op dit knooppunt in het oosten van het bezirk Floridsdorf in Wenen sluit de (A22) aan op de (A23).

## Bouwvorm
Het knooppunt is een mixvormknooppunt.

## Trivia
Het knooppunt Kaisermühlen ligt op de noordelijke oever van de Donau.